# Alkanna sandwithii
Alkanna sandwithii är en strävbladig växtart som beskrevs av Karl Heinz Rechinger. Alkanna sandwithii ingår i släktet Alkanna och familjen strävbladiga växter. Inga underarter finns listade i Catalogue of Life.